# Etheldred Benett
Etheldred Benett (22 de julio de 1776 - 11 de enero de 1845) fue una geóloga inglesa, segunda hija de Thomas Benett y bisnieta del arzobispo de Canterbury.
Pasó la mayor parte de su vida en cerca de Warminster (Wiltshire), donde durante más de un cuarto de siglo, se dedicó a recolectar y estudiar fósiles que obtenía en su condado natal, especialmente del período cretácico. También era conocida por su colección de coral Tisbury. Benett escribió y publicó en 1831 una monografía privada bajo el título A Catalogue of the Organic Remains of the County of Wiltshire (literalmente, catálogo de los restos orgánicos del condado de Wiltshire). Su colección de fósiles se encuentra actualmente en la Academy of Natural Sciences de Filadelfia.

## Otras obras
- A brief enquiry into the antiquity, honour and estate of the name and family of Wake, 1833 (inicialmente escrito por su bisabuelo William Wake, arzobispo de Canterbury, y preparado para publicar, y con notas de Etheldred Benett)